# Ravenna Football Club 1913 2017-2018
Questa voce raccoglie le informazioni riguardanti il Ravenna Football Club 1913 nelle competizioni ufficiali della stagione 2017-2018.

## Stagione
Nella stagione 2017-2018 il Ravenna disputa il girone B del campionato di Serie C, raccoglie 43 punti con il dodicesimo posto finale. Allenato da Mauro Antonioli ottiene 20 punti nel girone di andata e 23 nel girone di ritorno, centrando l'obiettivo stagionale di mantenere la categoria. Il napoletano Carmine De Sena che ha firmato 9 reti, risulta il miglior realizzatore giallorosso. Nella Coppa Italia di Serie C il Ravenna vince il girone C di qualificazione, eliminando Fano e Santarcangelo, poi nel primo turno ad eliminazione diretta cede alla Reggiana, che si impne al Benelli (0-2).

## Divise e sponsor
Il fornitore tecnico per la stagione 2017-2018 è Macron, mentre lo sponsor ufficiale di maglia è Sapir.
| Casa | Trasferta | Terza divisa |

### Rosa
| N. |                    | Ruolo | Calciatore             |
| -- | ------------------ | ----- | ---------------------- |
| 1  | Italia (bandiera)  | P     | Alberto Gallinetta     |
| 3  | Italia (bandiera)  | D     | Riccardo Barzaghi      |
| 4  | Italia (bandiera)  | D     | Andrea Venturini       |
| 5  | Italia (bandiera)  | C     | Elia Davide Ballardini |
| 6  | Italia (bandiera)  | D     | Giacomo Lucarini       |
| 7  | Italia (bandiera)  | A     | Michele Portoghese     |
| 8  | Italia (bandiera)  | A     | Mirco Severini         |
| 9  | Italia (bandiera)  | A     | Tommy Maistrello       |
| 10 | Italia (bandiera)  | C     | Alfonso Selleri        |
| 11 | Senegal (bandiera) | A     | Falou Ndiaye Samb      |
| 13 | Italia (bandiera)  | C     | Tommaso Lelj           |
| 14 | Italia (bandiera)  | D     | Andrea Magrini         |
| 15 | Italia (bandiera)  | D     | Matteo Ronchi          |

| N. |                   | Ruolo | Calciatore             |
| -- | ----------------- | ----- | ---------------------- |
| 17 | Italia (bandiera) | A     | Antonio Broso          |
| 18 | Italia (bandiera) | C     | Erik Amedeo Ballardini |
| 19 | Italia (bandiera) | D     | Mario Ierardi          |
| 20 | Italia (bandiera) | A     | Enrico Sabba           |
| 21 | Italia (bandiera) | C     | Aaron Mattia Tabacchi  |
| 22 | Italia (bandiera) | P     | Giacomo Venturi        |
| 23 | Italia (bandiera) | C     | Christian Cenci        |
| 24 | Italia (bandiera) | C     | Gianluca Piccoli       |
| 25 | Italia (bandiera) | A     | Carmine De Sena        |
| 26 | Italia (bandiera) | D     | Filippo Capitanio      |
| 27 | Italia (bandiera) | C     | Salvatore Papa         |
| 30 | Italia (bandiera) | C     | Youssef Maleh          |

## Risultati

### Serie C

#### Girone di andata
| Arbitro: | Meraviglia (Pistoia) |

|          |           |  |
| Lelj 58’ | Marcatori |  |

| Arbitro: | De Angeli (Abbiategrasso) |

|                            |           |            |
| Venitucci 45’ Laurenti 58’ | Marcatori | 7’ Selleri |

| Arbitro: | Colombo (Como) |

|          |           |                                                   |
| Papa 14’ | Marcatori | 2’, 24’ Mensah 6’ Porcari 26’ Bracaletti 31’ Arma |

| Arbitro: | Lorenzin (Castelfranco Veneto) |

|                                       |           |                      |
| De Grazia 22’ Speranza 34’ Foggia 75’ | Marcatori | 27’ Samb 88’ De Sena |

| 22 settembre 2017, ore CEST 5ª giornata | Ravenna | – Gara non valida per l'esclusione del Modena dal campionato. | Modena |  |

| Arbitro: | Tursi (San Giovanni Valdarno) |

|  |           |          |
|  | Marcatori | 32’ Papa |

| Arbitro: | Schirru (Nichelino) |

|  |           |                                   |
|  | Marcatori | 27’ Belingheri 32’ (rig.) Capello |

| Arbitro: | De Santis (Lecce) |

|                                        |           |          |
| M. De Agostini 45’ Burrai 90+2’ (rig.) | Marcatori | 41’ Samb |

| Arbitro: | Carella (Bari) |

|  |           |            |
|  | Marcatori | 82’ Guerra |

| Arbitro: | Maranesi (Ciampino) |

|  |           |            |
|  | Marcatori | 82’ Sbaffo |

| Portogruaro 29 ottobre 2017, ore 16:30 CEST 11ª giornata | Mestre             | 0 – 0 referto | Ravenna | Stadio Piergiovanni Mecchia (628 spett.)\| Arbitro: \| Feliciani (Teramo) \| |
| Arbitro:                                                 | Feliciani (Teramo) |               |         |                                                                              |

| 5 novembre 2017, ore CET 12ª giornata |  | – Turno di riposo Ravenna |  |  |

| Arbitro: | D. Miele (Torino) |

|  |           |           |
|  | Marcatori | 23’ Broso |

| Arbitro: | Ayroldi (Molfetta) |

|                  |           |                                |
| Broso 19’ (rig.) | Marcatori | 14’ Tomi 50’ (aut.) Maistrello |

| Arbitro: | Clerico (Torino) |

|                                 |           |  |
| Altinier 2’, 90+2’ Cesarini 24’ | Marcatori |  |

| Arbitro: | Cudini (Fermo) |

|             |           |  |
| De Sena 12’ | Marcatori |  |

| Arbitro: | Camplone (Pescara) |

|  |           |               |
|  | Marcatori | 2’, 47’ Broso |

| Bolzano 9 dicembre 2017, ore 14:30 CET 18ª giornata | Südtirol         | 0 – 0 referto | Ravenna | Stadio Druso (913 spett.)\| Arbitro: \| Vigile (Cosenza) \| |
| Arbitro:                                            | Vigile (Cosenza) |               |         |                                                             |

| Arbitro: | Bitonti (Bologna) |

|                                     |           |                 |
| De Sena 57’ Selleri 88’ Broso 90+2’ | Marcatori | 90+1’ Capellini |

#### Girone di ritorno
| Fermo 22 dicembre 2017, ore 20:30 CET 20ª giornata | Fermana            | 0 – 0 referto | Ravenna | Stadio Bruno Recchioni (939 spett.)\| Arbitro: \| Meleleo (Casarano) \| |
| Arbitro:                                           | Meleleo (Casarano) |               |         |                                                                         |

| Arbitro: | Perotti (Legnano) |

|             |           |                |
| De Sena 22’ | Marcatori | 34’, 62’ Proia |

| Arbitro: | Luciani (Roma) |

|              |           |               |
| Petrella 78’ | Marcatori | De Sena 90+1’ |

| Arbitro: | Ricci (Firenze) |

|                  |           |                            |
| Maistrello 90+5’ | Marcatori | 37’ (rig.) Bacio Terracino |

| 4 febbraio 2018, ore CET 24ª giornata | Modena | – Gara non disputata per l'esclusione del Modena dal torneo | Ravenna |  |

| Arbitro: | Gualtieri (Asti) |

|            |           |                                  |
| Ronchi 45’ | Marcatori | 82’ Germinale 90’ (aut.) Ierardi |

| Arbitro: | Santoro (Messina) |

|                 |           |  |
| Guidone 7’ (28) | Marcatori |  |

| Arbitro: | Zingarelli (Siena) |

|                |           |  |
| Maistrello 27’ | Marcatori |  |

| Arbitro: | Rossetti (Ancona) |

|  |           |           |
|  | Marcatori | 62’ Broso |

| Arbitro: | Raciti (Acireale) |

|  |           |             |
|  | Marcatori | 46’ De Sena |

| Arbitro: | Clerico (Torino) |

|                  |           |              |
| De Sena 29’ (51) | Marcatori | 85’ Sottovia |

| 21 marzo 2018, ore CET 31ª giornata |  | – Turno di riposo Ravenna |  |  |

| Arbitro: | Vigile (Cosenza) |

|             |           |  |
| De Sena 32’ | Marcatori |  |

| Arbitro: | Provesi (Treviglio) |

|                        |           |            |
| Stanco 22’ Bellomo 51’ | Marcatori | 4’ De Sena |

| Arbitro: | D. Miele (Torino) |

|           |           |                           |
| Broso 48’ | Marcatori | 31’ Bastrini 55’ Altinier |

| Meda 15 aprile 2018, ore 14:30 CEST 35ª giornata | Renate             | 0 – 0 referto | Ravenna | Stadio Città di Meda (250 spett.)\| Arbitro: \| Meleleo (Casarano) \| |
| Arbitro:                                         | Meleleo (Casarano) |               |         |                                                                       |

| Arbitro: | Natilla (Molfetta) |

|                           |           |  |
| Magrini 68’ Venturini 86’ | Marcatori |  |

| Arbitro: | Luciani (Roma) |

|               |           |                     |
| Marzeglia 48’ | Marcatori | 17’, 40’ Candellone |

| Arbitro: | Volpi (Arezzo) |

|                    |           |                |
| Di Santantonio 30’ | Marcatori | 71’ Maistrello |

### Coppa Italia Serie C

#### Girone C
| Squadra       | P.ti | G | V | N | P | GF | GS | DR |
| ------------- | ---- | - | - | - | - | -- | -- | -- |
| Ravenna       | 4    | 2 | 1 | 1 | 0 | 3  | 0  | +3 |
| Fano          | 4    | 2 | 1 | 1 | 0 | 2  | 0  | +2 |
| Santarcangelo | 0    | 2 | 0 | 0 | 2 | 0  | 5  | -5 |

| Arbitro: | Cudini (Fermo) |

|                             |           |  |
| Ronchi 8’ Papa 43’ Samb 75’ | Marcatori |  |

| Fano 20 agosto 2017, ore 20:30 CEST 3ª giornata | Fano               | 0 – 0 referto | Ravenna | Stadio Raffaele Mancini\| Arbitro: \| Feliciani (Teramo) \| |
| Arbitro:                                        | Feliciani (Teramo) |               |         |                                                             |

#### Primo turno
| Arbitro: | Meleleo (Casarano) |

|  |           |                         |
|  | Marcatori | 59’ Cesarini 67’ Cianci |

## Statistiche
Statistiche aggiornate al 

### Statistiche di squadra
- Statistiche aggiornate al 2 Dicembre 2017.

| Competizione | Punti                 | In casa | In casa | In casa | In casa | In casa | In casa | In trasferta | In trasferta | In trasferta | In trasferta | In trasferta | In trasferta | Totale | Totale | Totale | Totale | Totale | Totale | D.R. |
| Competizione | Punti                 | G       | V       | N       | P       | Gf      | Gs      | G            | V            | N            | P            | Gf           | Gs           | G      | V      | N      | P      | Gf     | Gs     | D.R. |
| ------------ | --------------------- | ------- | ------- | ------- | ------- | ------- | ------- | ------------ | ------------ | ------------ | ------------ | ------------ | ------------ | ------ | ------ | ------ | ------ | ------ | ------ | ---- |
| Serie B      | 43                    | 17      | 7       | 1       | 9       | 18      | 22      | 17           | 5            | 6            | 6            | 13           | 16           | 34     | 12     | 7      | 15     | 31     | 38     | -7   |
| Coppa Italia | 3º turno eliminatorio | 2       | 1       | 0       | 1       | 3       | 2       | 1            | 0            | 1            | 0            | 0            | 0            | 3      | 1      | 1      | 1      | 3      | 2      | +1   |
| Totale       | 43                    | 19      | 8       | 1       | 10      | 21      | 24      | 18           | 5            | 7            | 6            | 13           | 16           | 37     | 13     | 8      | 16     | 34     | 40     | -6   |